# Seuthesplus perarmatus
Seuthesplus perarmatus – gatunek kosarza z podrzędu Laniatores i rodziny Assamiidae.